# Broken Top
Le Broken Top est un stratovolcan éteint, fortement érodé par les glaciations, culminant à 2 797 mètres d'altitude dans le centre de l'Oregon, au Nord-Ouest des États-Unis. Il fait partie de la chaîne des Cascades et se trouve au sud-est des Three Sisters, dans la réserve intégrale du même nom et dans la forêt nationale de Deschutes. Il abrite plusieurs itinéraires de randonnée et de ski de montagne.

## Toponymie
En anglais, Broken Top signifie littéralement « sommet cassé ». Il décrit l'aspect érodé de la montagne. Cette appellation semble relativement récente, puisqu'en 1911 la montagne apparaît encore sous le nom de St. Mary's Butte sur une carte du Service des forêts des États-Unis. Elle demeure la seule appellation reprise par l'U.S. National Geodetic Survey dans ses fiches de recensement des sites géographiques à cet emplacement.

## Géographie

Carte topographique de la région des Three Sisters (centre gauche) avec le Broken Top (un peu en dessous du centre).

Le Broken Top se situe dans le Nord-Ouest des États-Unis, au centre de l'État de l'Oregon, dans le comté de Deschutes,. Il se trouve à 32 kilomètres à l'ouest de Bend, 110 kilomètres à l'est de Eugene, tandis que Salem, la capitale de l'État, est à 140 kilomètres au nord-ouest et Portland, la ville la plus peuplée, est à près de 180 kilomètres au nord-nord-ouest. Les côtes de l'océan Pacifique se trouvent à un peu moins de 200 kilomètres à l'ouest. Le sommet s'élève à 2 797 mètres d'altitude dans la chaîne des Cascades. Sa hauteur de culminance est de 663 mètres ; le sommet plus élevé le plus proche est Hodge Crest, une cime secondaire de South Sister à 5,5 kilomètres au nord-ouest, un autre volcan de l'arc volcanique des Cascades. Le Broken Top est un stratovolcan fortement érodé. En dehors de son pic principal, il est constitué par le pic Sud (2 772 m) et le pic Sud-Est (2 672 m), deux cimes à l'est, Broken Hand Ouest (2 557 m) et Broken Hand (2 553 m), ainsi que Ball Butte (2 466 m) au sud-est ; il se termine à l'est par l'escarpement Tam McArthur qui domine les lacs Three Creek, tandis que les Green Lakes sont lovés à l'ouest entre le Broken Top et South Sister. Le Broken Top est considéré comme éteint et se compose d'andésite, dacite et rhyodacite. La limite des arbres se situe entre 2 300 et 2 400 mètres d'altitude.
Le Broken Top abrite 33 névés, le plus bas étant situé à 2 152 mètres d'altitude ; deux sont considérés comme des glaciers : le glacier Bend sur le versant septentrional et le glacier Crook sur le versant sud-est, dans un cirque glaciaire occupant l'ancien cratère volcanique,. Ils donnent naissance à un grand nombre de cours d'eau : au nord, le Whychus Creek (anciennement Squaw Creek), son affluent en rive gauche l'East Fork Park Creek et son affluent en rive droite le Snow Creek ; à l'est, les eaux du Three Creek sont détournées dans ces canaux et ne trouvent plus de débouché naturel ; au sud-est, les North Fork et Middle Fork Tumalo Creek. Tous ces cours d'eau appartiennent au bassin de la rivière Deschutes. Seuls, au sud-ouest et à l'ouest, le Soda Creek et son affluent le Crater Creek, ainsi que le Fall Creek se jettent dans le lac Sparks, un plan d'eau endoréique naturellement retenu par les pentes occidentales inférieures du mont Bachelor. Un petit lac glaciaire est présent à 2 450 mètres d'altitude, entre le pic Sud-Est et Broken Hand.

## Histoire
Le Broken Top s'est formé au Pléistocène et a initialement émis du basalte andésitique, notamment sous forme de dykes et de sills. Par la suite, la lave se fait plus visqueuse. Sa dernière éruption remonte à 100 000 ans. Le cratère s'effondre alors sur lui-même, probablement par subsidence, et une importante érosion glaciaire se met en place si bien qu'il perd plusieurs centaines de mètres en hauteur.
La première ascension du Broken Top est réalisée en 1910, par Thomas Eliot, Harley Prouty, Charles Whittlesey.

## Activités

### Randonnée et ascension
L'itinéraire de randonnée pédestre le plus fréquenté pour accéder au sommet du Broken Top démarre de la route de Cascade Lakes au nord du lac Sparks puis remonte le long du Fall Creek jusqu'aux Green Lakes (sentier numéro 17). De-là, il gravit l'arête nord-ouest et traverse des passages relativement vertigineux qui sont équipés afin de permettre à chacun de s'assurer, jusqu'au sommet ; ces passages sont appelés Catwalk (la « marche du chat »). Il est possible de grimper l'éperon final par l'est, en dominant les glaciers Bend et Crook, en contournant le sommet sur sa face nord mais, si la voie paraît moins raide, la qualité de la roche la rend périlleuse. Des itinéraires alternatifs permettent de rejoindre les Green Lakes : depuis la route forestière 370/380 (sentier numéro 10), depuis le lac Todd (sentier numéro 34) ou depuis le lac Sparks en remontant le Soda Creek (sentier numéro 11),.
En ski de randonnée, un grand nombre d'itinéraires sont envisageables. Le plus aisé est au départ du lac Todd et remonte l'arête sud. D'autres itinéraires arpentent le cirque du glacier Crook également depuis le lac Todd, l'arête sud-ouest, la face ouest ou l'arête nord-ouest depuis le lac Sparks, ou encore la face nord depuis le Whychus Creek. L'hiver, l'accès depuis le sud se fait depuis la station de Mount Bachelor. Enfin, il est possible de démarrer de la route forestière 16, que surplombe l'escarpement Tam McArthur, et de traverser le plateau oriental jusqu'à Broken Hand,. Ces itinéraires de ski de randonnée offrent une longueur de 16 à 29 kilomètres et un dénivelé compris entre 750 et 1 200 mètres.

### Protection environnementale

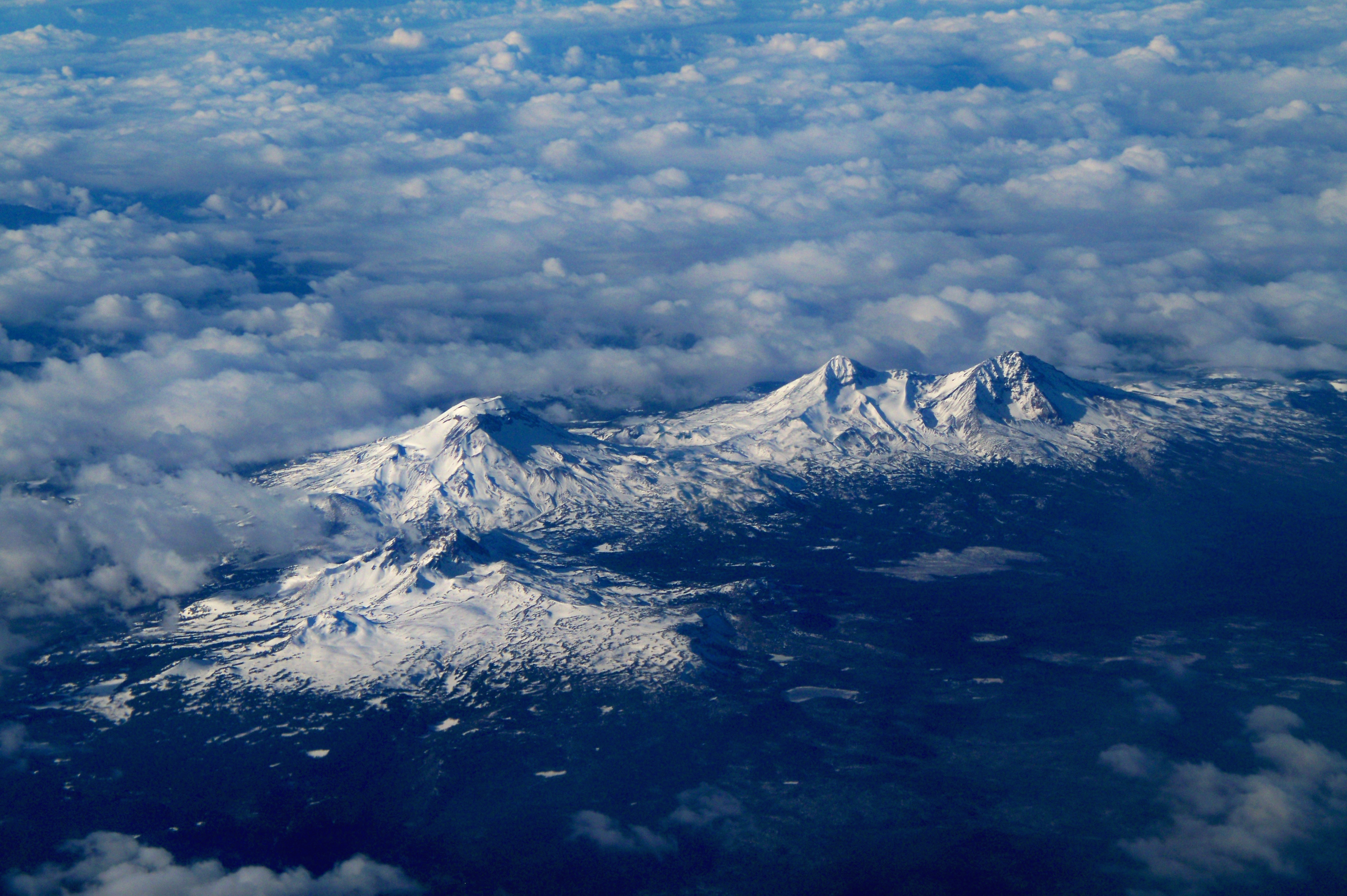
Vue aérienne des Three Sisters avec le Broken Top (en bas à gauche) depuis l'est.

Le Broken Top est protégé depuis 1964 au sein de la réserve intégrale Three Sisters (en anglais : Three Sisters Wilderness) dont la superficie a progressivement été portée à 1 154 km2, ce qui en fait la deuxième plus vaste de l'Oregon. Elle dispose d'une continuité écologique avec la réserve intégrale du Mont Washington au nord et la réserve intégrale Waldo Lake au sud. La réserve a pour but de garantir un air et une eau purs, ainsi qu'un habitat préservé pour les plantes et les animaux rares et menacés. Elle autorise la pratique de la randonnée pédestre, du trekking, de l'escalade, du canoë-kayak, du rafting, de la randonnée équestre, de l'observation ornithologique ou encore de l'astronomie amateur mais interdit généralement tout type de véhicule à moteur et les groupes de plus de douze personnes. La réserve est gérée conjointement pour deux tiers par la forêt nationale de Willamette, dans sa partie occidentale appartenant au comté de Lane, qui a été créée en 1933 et couvre 6 790 km2, et pour un tiers par la forêt nationale de Deschutes, dans sa partie orientale appartenant au comté de Deschutes, qui a été créée en 1908 et couvre 6 462 km2 dont le Broken Top.